# Aphanisticus pygmaeus
Aphanisticus pygmaeus – gatunek chrząszcza z rodziny bogatkowatych i podrodziny Agrilinae.
Gatunek ten opisany został po raz pierwszy w 1849 roku przez Pierre’a Hippolyte’a Lucasa.
Chrząszcz o wydłużonym ciele długości od 2,3 do 2,8 mm. Ubarwienie ma lśniąco czarne z połyskiem brązowym lub miedzianym. Głowa ma bardzo silnie wykształconą bruzdę środkową, umieszczone na przedniej powierzchni oczy i zwieńczone czteroczłonowymi, ząbkowanymi buławkami czułki. Przedplecze jest bardzo mocno wysklepione, a na jego powierzchni zupełnie brak jest poprzecznych bruzd. Pokrywy na powierzchni mają podłużne szeregi punktów. Odwłok odznacza się obecnością kila na drugim sternicie.
Owad ten jest wąskim polifagiem. Do roślin pokarmowych larw należą cynodon palczasty i perzyk z rodziny traw, hołoszeń główkowaty z rodziny ciborowatych oraz Juncus acutus z rodziny sitowatych. Samica składa jaja na roślinie, zabezpieczając je kroplą czarnej wydzieliny. Larwy drążą chodniki w łodygach.
Gatunek palearktyczny, znany z Portugalii, Hiszpanii, Francji, Włoch, Malty, Słowenii, Chorwacji, Bośni i Hercegowiny, Serbii, Czarnogóry, Mołdawii, Grecji, europejskiej części Rosji, europejskiej i anatolijskiej Turcji oraz Afryki Północnej.